# Fabio Garriba
Fabio Garriba, né le 13 novembre 1944 à Soave dans la province de Vérone et mort le 9 août 2016 à Vérone, est un acteur italien.

## Biographie
Fabio Garriba a joué au cinéma surtout au cours des années 1970. Auparavant il a été assistant-réalisateur en particulier pour Pier Paolo Pasolini et Bernardo Bertolucci.

## Filmographie

### Réalisateur
- 1967 : I parenti tutti (court-métrage)
- 1976 : Vecchio porco
- 1979 : Pericolo di morte
- 1982 : Il sogno di tutti
- 1983 : Pur di muoversi basta cadere

### Assistant-réalisateur
- 1968 : Partner de Bernardo Bertolucci
- 1969 : Porcherie de Pier Paolo Pasolini
- 1971 : Pour Django les salauds ont un prix (Anche per Django le carogne hanno un prezzo) de Luigi Batzella

### Acteur
- 1969 : Le Vent d'est de Jean-Luc Godard
- 1971 : In punto di morte de Mario Garriba
- 1972 : Augustin d'Hippone (Agostino d'Ippona) de Roberto Rossellini
- 1972 : La Drôle d'affaire (La cosa buffa) de Aldo Lado
- 1972 : Viol en première page (Sbatti il mostro in prima pagina) de Marco Bellocchio
- 1972 : Il sorriso della iena de Silvio Amadio
- 1973 : Sur le fil du rasoir (Giorni d'amore sul filo di una lama) de Giuseppe Pellegrini
- 1974 : La via dei babbuini de Luigi Magni
- 1975 : Du Décaméron à Canterbury (Quant'è bella la Bernarda, tutta nera, tutta calda) de Lucio Giachin
- 1976 : 1900 (Novecento) de Bernardo Bertolucci
- 1979 : Ammazzare il tempo de Mimmo Rafele
- 1980 : La Terrasse d'Ettore Scola
- 1985 : Piccoli fuochi de Peter Del Monte